# 铁钉菜目
铁钉菜目（学名：Ishigeales）为褐藻纲的一个目。

## 下级分类
本目包括以下科：
- 铁钉菜科 Ishigeaceae
- Petrodermataceae